# 鹌鹑肉

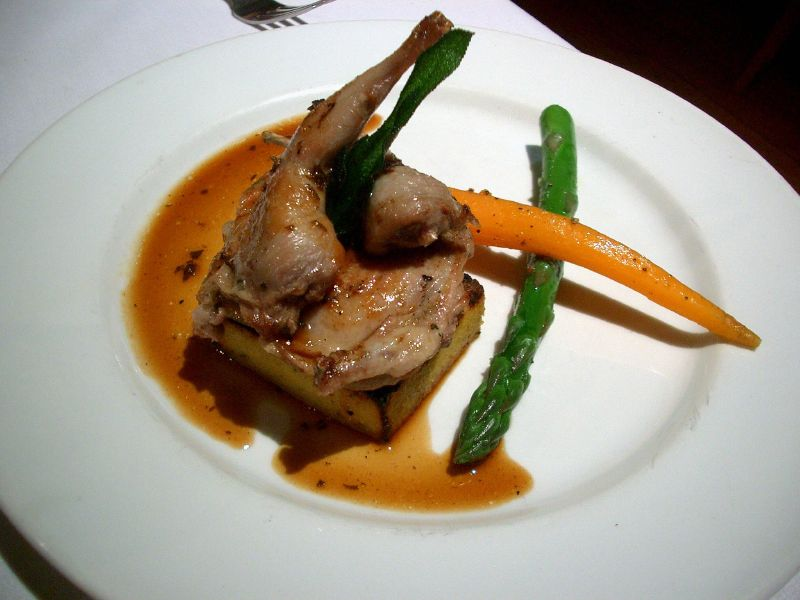
酱鹌鹑

鹌鹑肉是指雉科動物鵪鶉的肉。曾經法國飲食文化中的鵪鶉肉來自西鹌鹑，但现在吃到的鵪鶉肉很有可能來自日本鵪鶉。波蘭飲食、馬爾他飲食、義大利飲食、墨西哥飲食和印度飲食中也有鵪鶉肉。人們在吃鵪鶉肉時通常连骨头一起吃，因为这些骨头很容易嚼碎，而且鵪鶉的体型很小，所以骨肉分離會稍顯困難。
鹌鹑吃过毒参属植物後，毒参属植物中的有毒物质會在鵪鶉體內积累，而有人吃了這些鵪鶉肉後有可能會出現急性腎損傷。 

## 犹太洁食

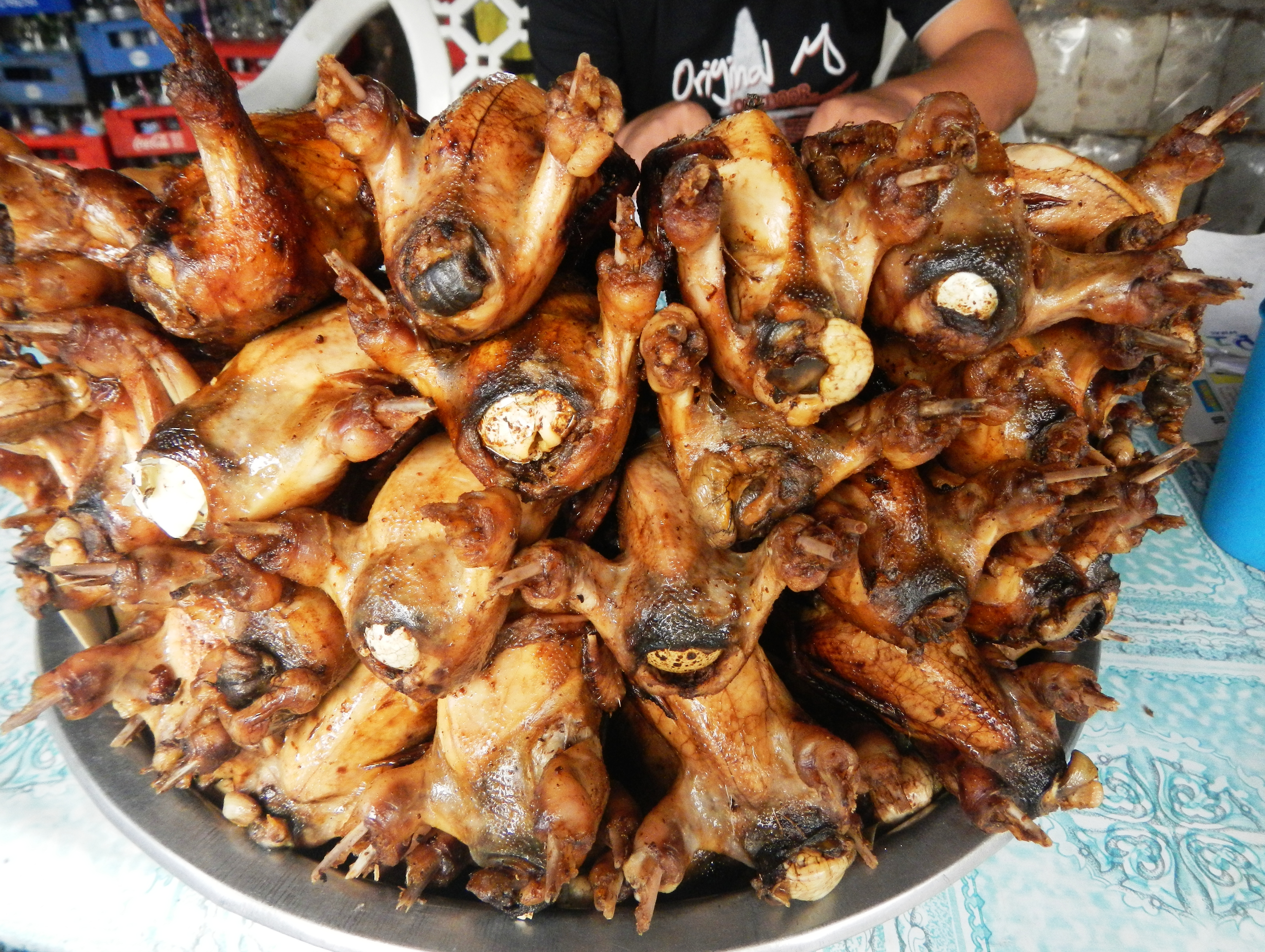
菲律宾的煎鹌鹑以及鵪鶉蛋

只有某些鹌鹑（例如西鹌鹑）被认为是洁净的，從而符合犹太教饮食规定。